# Joseph Capin
Joseph Capin, né le 2 mai 1760 à Vic-Fezensac (Gers) et mort le 28 avril 1842 à Cazaubon (Gers), est un juriste, magistrat et homme politique français.

## Biographie
Élu député en 1791, il siège parmi les modérés. Réélu en 1792, il vote en faveur de la ratification par le peuple du jugement rendu à l'encontre de Louis XVI. De plus, il vote contre la peine de mort, et déclare : « Je crois qu'il suffit d'enlever au condamné les moyens de nuire [...] je vote pour la réclusion jusqu'à la paix et pour le bannissement à cette époque »,.
Joseph Capin fut dénoncé au Comité de salut public par la Société montagnarde d'Auch comme « suspect de modérantisme ». Par la suite, il œuvre à la libération des détenus emprisonnés à Auch et à Lectoure. Lors de la proclamation de la Première République, il refuse de représenter les Landes au Conseil des Cinq-Cents.
Dépourvu de fonction, il regagne Cazaubon. Il fut successivement juge de paix, conseiller général puis maire de Cazaubon de 1813 à 1816.